# Marie-Joseph Lagrange
Marie-Joseph Lagrange OP (* 7. März 1855 in Bourg-en-Bresse als Albert Marie-Henri Lagrange; † 10. März 1938 in Marseille) war ein französischer Dominikaner und Gründer der École biblique in Jerusalem.

## Leben
Lagrange wuchs in einem bürgerlich-intellektuellen Milieu auf. Sein Vater näherte sich der démocratie chrétienne bereits in einer Epoche an, als der traditionelle Katholizismus in Frankreich der Republik noch überwiegend ablehnend gegenübertrat. Auch die Bemühungen des Papstes Leo XIII., zu einer Verständigung zu kommen (das so gen. Ralliement), fanden in Klerus und Volk noch wenig Anklang.
Der junge Albert Lagrange besuchte seit 1868 ein Kleines Seminar. Neben einem starken Interesse für Theologie und Kirche zeigte sich auch eine Vorliebe für Archäologie, Geologie, Geschichte und die Wissenschaften überhaupt. Während sein Vater in ihm gern einen Notar gesehen hätte, zeigte sich doch bald eine geistliche Berufung.

## Ausbildung
Seit 1872, zunächst während seiner Kurse an der Militärschule von Saint-Cyr, lernte er die Dominikaner kennen. Der Vater Lagrange drängte seinen Sohn zum Studium der Rechtswissenschaften, die Albert bereits 1878, im Alter von 23 Jahren, mit dem Doktorat abschloss. Er trat dann in das Seminar von Issy-les-Moulineaux ein. 
Seit 1877 vollzog Lagrange eine persönliche Umkehr, in deren Folge er 1879 das Noviziat bei den Dominikanern in Saint-Maximin-la-Sainte-Baume begann und den Ordensnamen Marie-Joseph annahm.
Er wurde 1883 in Zamora zum Priester geweiht. Während seiner Studien verbrachte er u. a. ein Jahr in Salamanca, um Hebräisch zu lernen. Er unterrichtete dort und in Toulouse 1884–88 Kirchengeschichte und Philosophie. Er studierte aber 1888–90 auch ausgiebig alte Sprachen in Wien (insb. Arabisch und Altägyptisch), u. a. lernte er dort die "deutsche" Bibelexegese kennen. In Wien erreichte ihn 1889 der Auftrag, nach Jerusalem zu reisen.
P. Marie-Joseph Lagrange (so der Ordensname) gründete 1890 die École biblique et archéologique Française zu Jerusalem. Bereits seit 1882 hatte er in Kontakt mit dem Dominikaner-Konvent Saint-Etienne in Jerusalem gestanden. Im Jahre 1903 wurde er zum Konsultor der neu gegründeten päpstlichen Bibelkommission berufen.

## Die Bibel „katholisch“ lesen
Das Wirken Lagrange führte ihn zu der Überzeugung, dass die Heilige Schrift, gerade wenn man sie kritisch und wissenschaftlich bearbeitet, in wesentlichen Zügen sowohl die Geschichte Israels als auch Leben und Wirken Jesu insgesamt zuverlässig zum Ausdruck bringt.
Ein Erfolg der École biblique ist die berühmte Jerusalemer Bibel, die in der katholischen Kirche weiteste Anerkennung gefunden hat. 
Hinsichtlich der Evangelien hat die Schule von Lagrange aber, gerade im Wege einer „critique de la critique“ (so Jean Guitton), etliche Hauptlinien kirchenamtlicher Tradition eher bestätigt. Lagrange sah das Heilige Land gleichsam als „fünftes Evangelium“ an, sogar als Evangelium, das die Evangelien mit historischer Genauigkeit bestätigt, geographisch und archäologisch. 
Besser als durch den alltäglichen Kontakt mit den Orten, die von den Ereignissen erzählen, die dort geschehen sind, ließen sich, so Lagrange, die Evangelien nicht erhellen. Nahezu sämtliche dieser Orte hat Lagrange gesucht und aufgefunden, während 50 intensiver Forschungsjahre. Die Verifikation ist ihm mit so erstaunlicher Präzision gelungen, dass nicht nur die Berichte des Matthäus (der Zollpächter Levi und Apostel) und des Markus (Dolmetscher Petri), sondern auch des Johannes (Lieblingsjünger Jesu) und des Lukas (Mitarbeiter des Paulus, der traditionsgemäß die Gottesmutter Maria kannte) weitestgehend bestätigt erscheinen. Somit stellt das fortgesetzte Schaffen der École biblique eine (historisch und kritisch gestützte) Kritik an einer voreiligen, subjektiven so genannten Literarkritik der Bibel dar.

## Krise und Anerkennung
1912 wurde in den Acta Apostolicae Sedis ein Dekret der Konsistorialkongregation veröffentlicht, das alle Katholiken vor den Schriften Lagranges warnte. Im Streit um den Modernismus wurde Lagrange im selben Jahr für ein Jahr aus Jerusalem abberufen, ohne jedoch förmlichen Lehrverurteilungen ausgesetzt gewesen zu sein. Mit großer Treue zur Kirche konnte er seine Forschungsarbeiten bis ins hohe Alter fortsetzen.
Gesundheitsbedingt kehrte der Wissenschaftler 1935 in das Kloster seines Noviziats in Südfrankreich zurück. Lagrange starb 1938 im Konvent St. Maximin. Papst Johannes Paul II. hat 1988 den Seligsprechungsprozess eingeleitet. Der französische Philosoph Jean Guitton veröffentlichte 1992 ein auf Bitten des Papstes verfasstes Porträt des Pater Lagrange.

## Veröffentlichungen (Auswahl)
- M. Loisy et le modernisme, Paris 1932.